# Джеффрі Комбс
Джеффрі Комбс (англ. Jeffrey Combs; нар. 9 вересня 1954) — американський актор, відомий за ролями у фільмах жахів і фантастичних фільмах, також неодноразово знімався в кінокартинах за творами Говарда Лавкрафта.

## Біографія
Джеффрі Комбс народився 9 вересня 1954 року в місті Окснард, штат Каліфорнія. Потім його сім'я переїхала в Ломпок, в тому ж штаті. Майбутній актор спочатку навчався в Тихоокеанській консерваторії виконавських мистецтв у Санта-Марії, потім в університеті Вашингтона у Сіетлі за програмою професійної акторської майстерності.

## Кар'єра
Після декількох років участі в театральних постановках уздовж усього Західного узбережжя Комбс в 1980 році переїхав до Лос-Анджелесу і вже наступного року зіграв свою першу роль у фільмі «Чиє це життя, зрештою?». Однак амплуа актора визначилося, коли він виконав головну роль у фільмі «Кошмар». У 1985 році Комбс знявся у фільмі «Реаніматор» режисера Стюарта Гордона, з яким познайомився граючи в театрі. Потім Комбс знявся ще в декількох фільмах Стюарта Гордона: «З іншого виміру», «Робот Джокс», «Колодязь і маятник», «Фортеця», «Виродок у замку». Академія фантастичних фільмів, фентазі та фільмів жахів США номінувала актора на свій приз «Сатурн» за ролі другого плану в картинах «Наречена реаніматора» і «Страшили». Крім кінематографа актор активно знімається у телевізійних серіалах: «Майстри жахів», «Зоряний шлях: Глибокий космос 9», «Зоряний шлях: Вояжер», «Зоряний шлях: Ентерпрайз», «Вавилон 5», «4400».

## Фільмографія
| Рік       |    | Українська назва                            | Оригінальна назва                          | Роль                                    |
| --------- | -- | ------------------------------------------- | ------------------------------------------ | --------------------------------------- |
| 1981      | ф  | Шосе Хонкі-Тонк                             | Honky Tonk Freeway                         | касир у ресторані для автомобілістів    |
| 1981      | ф  | Чиє це життя, зрештою?                      | Whose Life Is It Anyway?                   | студент 1 курсу                         |
| 1983      | ф  | Кошмар                                      | Frightmare                                 | Стю                                     |
| 1983      | ф  | Людина з двома мозками                      | The Man with Two Brains                    | доктор Джонс                            |
| 1983      | с  | Американський гральний клуб                 | American Playhouse                         | Генрі Антробус                          |
| 1983      | с  | Міссісіпі                                   | The Mississippi                            | Джефф                                   |
| 1985      | ф  | Реаніматор                                  | Re-Animator                                | Герберт Вест                            |
| 1986      | ф  | З іншого виміру                             | From Beyond                                | Кроуфорд Тілінгаст                      |
| 1987      | ф  | Циклон                                      | Cyclone                                    | Рік Девенпорт                           |
| 1987      | с  | Красуня і чудовисько                        | Beauty and the Beast                       | Пітон                                   |
| 1987      | с  | Х'юстонскі лицарі                           | Houston Knights                            | Френк Старк                             |
| 1988      | с  | Джейк і товстун                             | Jake and the Fatman                        | Алан Шуба                               |
| 1988      | в  | Примарна імперія                            | The Phantom Empire                         | Ендрю Періш                             |
| 1988      | ф  | Жах підземелля                              | Cellar Dweller                             | Колін Чілдресс                          |
| 1988      | ф  | Ходячий труп                                | Dead Man Walking                           | Чез                                     |
| 1989      | ф  | Робот Джокс                                 | Robot Jox                                  | перший пролетар                         |
| 1989      | ф  | Наречена реаніматора                        | Bride of Re-Animator                       | доктор Герберт Вест                     |
| 1989      | с  | Кошмари Фредді                              | Freddy's Nightmares                        | Ральф                                   |
| 1991      | с  | Мисливець                                   | Hunter                                     | Джеймс Вілкенс                          |
| 1991      | с  | Флеш                                        | The Flash                                  | Джиммі Суейн                            |
| 1991      | с  | Життя триває                                | Life Goes On                               | Берк Кліфтон                            |
| 1991      | ф  | Колодязь і маятник                          | The Pit and the Pendulum                   | Франциско                               |
| 1991      | ф  | Гайвер                                      | Guyver                                     | доктор Іст                              |
| 1991      | ф  | Трансери 2                                  | Trancers II                                | доктор Пайл                             |
| 1991      | ф  | Водоспад смерті                             | Death Falls                                | Лонні Хоукс                             |
| 1992      | ф  | Доктор Мордрід                              | Doctor Mordrid                             | доктор Мордрід                          |
| 1992      | ф  | Фортеця                                     | Fortress                                   | Ді-Дей                                  |
| 1993      | ф  | Книга Мертвих                               | Necronomicon                               | Говард Лавкрафт                         |
| 1994      | ф  | Прихований жах                              | Lurking Fear                               | доктор Хаггіс                           |
| 1994      | ф  | Любов і кольт 45-го калібру                 | Love and a .45                             | Динозавр Боб                            |
| 1994      | ф  | Злочин                                      | Felony                                     | Білл Кнайг                              |
| 1995      | ф  | Діллінджер і Капоне                         | Dillinger and Capone                       | Гілрой                                  |
| 1994      | с  | Ультрамен: Найсильніший герой               | Ultraman: The Ultimate Hero                | Роджер Шектор                           |
| 1994      | с  | Сестри                                      | Sisters                                    | Дерек Коттс                             |
| 1994      | с  | Вавилон 5                                   | Babylon 5                                  | Гарриман Грей                           |
| 1994—1999 | с  | Зоряний шлях: Глибокий космос 9             | Star Trek: Deep Space Nine                 | Вейоун / Brunt / Patron in Vic's Lounge |
| 1995      | в  | Виродок у замку                             | Castle Freak                               | Джон Рейлі                              |
| 1996      | тф | Норма Джин і Мерилін                        | Norma Jean & Marilyn                       | Монтгомері Кліфт                        |
| 1996      | кф | Чужинці: Поїздка на швидкості від страху    | Aliens: Ride at the Speed of Fright        | Хайер                                   |
| 1996      | ф  | Страшили                                    | The Frighteners                            | Мілтон Даммерс                          |
| 1996      | ф  | Кіберманіяк                                 | Cyberstalker                               | Енді Коберман                           |
| 1996      | с  | Самотній хлопець                            | The Single Guy                             | Клейн                                   |
| 1997      | с  | Примхи науки                                | Perversions of Science                     | 50557                                   |
| 1997      | мс | Нові пригоди Бетмена                        | The New Batman Adventures                  | Опудало / доктор Джонатан Крейн         |
| 1997      | ф  | Шахрай і забобони                           | Snide and Prejudice                        | Терапевт Майсснер                       |
| 1997      | ф  | Мандрівки в часі                            | Time Tracers                               | доктор Керрінгтон                       |
| 1998      | ф  | Наздогнати                                  | Caught Up                                  | охоронець                               |
| 1998      | ф  | Утікач                                      | Spoiler                                    | Капітан                                 |
| 1998      | ф  | Я все ще знаю, що ви зробили минулого літа  | I Still Know What You Did Last Summer      | містер Брукс                            |
| 1999      | ф  | Будинок нічних примар                       | House on Haunted Hill                      | доктор Річард Бенджамін Ваннакутт       |
| 1999      | кф | Лють Посейдона: Втеча з загубленого міста   | Poseidon's Fury: Escape from the Lost City | Лорд Даркенон                           |
| 1999      | с  | Мережа                                      | The Net                                    | Макс Коперник                           |
| 2000      | с  | Зоряний шлях: Вояжер                        | Star Trek: Voyager                         | Пенк                                    |
| 2000      | с  | Китайський городовий                        | Martial Law                                | Антуан Трембел                          |
| 2000      | ф  | Фауст: Любов проклятого                     | Faust: Love of the Damned                  | лейтенант Ден Марголіс                  |
| 2001      | ф  | Притулок кошмарів                           | The Attic Expeditions                      | доктор Ек                               |
| 2001      | с  |                                             | FreakyLinks                                | коронер                                 |
| 2001—2005 | с  | Зоряний шлях: Ентерпрайз                    | Star Trek: Enterprise                      | Командувач Шран                         |
| 2001      | вг | Star Trek: Deep Space Nine - Dominion Wars  | Star Trek: Deep Space Nine - Dominion Wars | Вейоун                                  |
| 2002      | ф  | Поширення інфекції                          | Contagion                                  | Браун                                   |
| 2002      | ф  | Страх крапка ком                            | Страх.Com                                  | Сайкс                                   |
| 2003      | ф  | Повернення реаніматора                      | Beyond Re-Animator                         | доктор Герберт Вест                     |
| 2003      | вг | Star Trek: Elite Force II                   | Star Trek: Elite Force II                  | Командувач Салдок                       |
| 2003      | вг | Batman: Rise of Sin Tzu                     | Batman: Rise of Sin Tzu                    | Опудало / доктор Джонатан Крейн         |
| 2003      | с  | Сутінкова зона                              | The Twilight Zone                          | Гаррі Реддітч                           |
| 2003      | с  | Шпигунки                                    | She Spies                                  | Індиго                                  |
| 2003      | с  | CSI: Місце злочину                          | CSI: Crime Scene Investigation             | доктор Дейл Стерлінг                    |
| 2003      | мс | Людина-павук                                | Spider-Man                                 | доктор Зелнер / професор                |
| 2004—2006 | мс | Ліга справедливості                         | Justice League                             | The Question / Vic Sage / Assistant     |
| 2004—2006 | мс | Непереможна команда супер-мавпочок          | Super Robot Monkey Team Hyperforce Go!     | Гайрус Крінкл                           |
| 2005      | мс | Бетмен                                      | The Batman                                 | хлорогеновий співробітник / офіцер 1    |
| 2005—2007 | с  | 4400                                        | 4400                                       | Кевін Беркофф                           |
| 2005      | ф  | День мертвих                                | All Souls Day: Dia de los Muertos          | Томас Вайт                              |
| 2005      | ф  | Едмонд                                      | Edmond                                     | ресепшн                                 |
| 2005      | тф | Людина-акула                                | Hammerhead                                 | доктор Престон Кінг                     |
| 2006      | тф | Повернення в місто Мертвих                  | Voodoo Moon                                | Френк Таггерт                           |
| 2006      | ф  | Сатанізм                                    | Satanic                                    | детектив Джойнер                        |
| 2006      | ф  | Огидний                                     | Abominable                                 | Клерк                                   |
| 2006      | в  | Чорна вода: Вигнання нечистої сили          | Blackwater Valley Exorcism                 | шериф                                   |
| 2007      | ф  | Чарівник крові                              | The Wizard of Gore                         | Гік                                     |
| 2007      | ф  | Застряглий                                  | Stuck                                      | оператор 911                            |
| 2007      | кф | Нападаючий                                  | The Attackmen                              | містер Сіммс                            |
| 2007      | кф | Каліфорнія Едді                             | California Eddie                           | тато Едді                               |
| 2007      | в  | Жорстокий                                   | Brutal                                     | шериф Джиммі                            |
| 2007      | в  | Повернення в будинок нічних примар          | Return to House on Haunted Hill            | доктор Ваннакутт                        |
| 2007      | с  | Майстри жахів                               | Masters of Horror                          | Едгар Аллан По                          |
| 2008      | с  | Детектив Раш                                | Cold Case                                  | Слай Борден                             |
| 2008      | ф  | Парасомнія                                  | Parasomnia                                 | детектив Гарретт                        |
| 2009      | ф  | Темний будинок                              | Dark House                                 | Волстон                                 |
| 2009      | тф | Жах у Данвичі                               | The Dunwich Horror                         | Вілбур                                  |
| 2009      | мс | Бетмен: Відважний та сміливий               | Batman: The Brave and the Bold             | Кайт Мен                                |
| 2010—2011 | мс | Скубі-Ду! Корпорація загадка                | Scooby-Doo! Mystery Incorporated           | Г. Ф. Ненавистькрафт                    |
| 2010—2012 | мс | Месники: Найбільші герої Землі              | The Avengers: Earth's Mightiest Heroes     | Семюел Стернс / Лідер                   |
| 2010—2013 | мс | Трансформери: Прайм                         | Transformers: Prime                        | Тріскачка / MECH 1                      |
| 2010      | с  |                                             | Chadam                                     | віце-король                             |
| 2010      | кф | Агентство по талантам монстрів              | The United Monster Talent Agency           | людина-вовк оператор                    |
| 2010      | в  | Американські бандити: Френк і Джессі Джеймс | American Bandits: Frank and Jesse James    | Ед Басс                                 |
| 2010      | ф  | Терміновість                                | Urgency                                    | Самнер                                  |
| 2011      | с  | Відьми країни Оз 3D                         | The Witches of Oz                          | Френк                                   |
| 2012      | с  | Фатальні красуні                            | Femme Fatales                              | Слідчий                                 |
| 2012      | мс | Громові коти (2011)                         | Thundercats                                | Витягувач Душ                           |
| 2012—2014 | мс | Черепашки Ніндзя                            | Teenage Mutant Ninja Turtles               | Щурячий король / доктор Віктор Фалько   |
| 2012      | ф  | Дороті і відьми країни Оз                   | Dorothy and the Witches of Oz              | Френк Баум                              |
| 2012      | ф  | Ніч живих мерців: Початок                   | Night of the Living Dead 3D: Re-Animation  | Гарольд Товар                           |
| 2012      | ф  | Що б ви зробили                             | Would You Rather                           | Шепард Лембрік                          |
| 2012      | ф  |                                             | Elf-Man                                    | Міккі                                   |
| 2012      | вг | The Secret World                            | The Secret World                           | Хайден Монтаг / Чарльз Зурн             |
| 2012      | вг | Transformers Prime: The Game                | Transformers Prime: The Game               | Тріскачка                               |
| 2013      | вг | Lego Marvel Super Heroes                    | Lego Marvel Super Heroes                   | Лідер                                   |
| 2013      | мф | Зростання мотивації                         | Motivational Growth                        | Цвіль                                   |
| 2013      | ф  | Послуга                                     | Favor                                      | Тед Гаррісон                            |
| 2013      | ф  | Кінотеатр Пені Жахлівої                     | The Penny Dreadful Picture Show            | Брейді                                  |
| 2013      | мс |                                             | Doom Patrol                                | шеф / містер Морден                     |
| 2014      | мс | Бен 10: Омніверс                            | Ben 10: Omniverse                          | Куфулу                                  |
| 2014      | с  | Криміналісти: мислити як злочинець          | Criminal Minds                             | Джон Ніколс                             |
| 2014      | ф  | Приміська готика                            | Suburban Gothic                            | доктор Карпентер                        |
| 2014      | в  | Скарби Бетховена                            | Beethoven's Treasure                       | Фріц Бручшнаусер / Говард Белч          |